# Marit Slinger
Marit Slinger (Naarden, 3 november 1982) is een Nederlandse zangeres en actrice.

## Theater
Als achttienjarige debuteerde Slinger op 25 november 2001 in de titelrol van Belle in de musical Belle en het Beest. De drie daaropvolgende seizoenen speelde zij ook mee in Alice in Wonderland als de Hartenkoningin, Jungleboek en Buster en Benjamin, en in Tijl Uilenspiegel als Nele, alles onder regie van John Yost.
In seizoen 2005/2006 was Slinger te zien in de musical Pietje Bell en het seizoen daarop in de musical Annie als Ster in spe (Star to be), opnieuw onder regie van Yost; de musical speelde in het Efteling Theater.
In seizoen 2007/2008 was Slinger onder andere in de Stephen Sondheim-musical Into the Woods te zien (regie en vertaling: Koen van Dijk), waarin zij de rol van Roodkapje speelde. Verder was ze te zien in de musical Pinokkio als understudy van Pinokkio en in de musical Joe, de hemel kan wachten als Betty the Brave.
In het seizoen 2008/2009 speelde Slinger in Anatevka als Fridel. Ook was ze understudy van Chava, Shprintze en Bielke.
In het seizoen 2009/2010 was Slinger te zien in The Sound of Music als understudy Liesl.
In seizoen 2010/2011 hernam zij de rol van Roodkapje in de reprise van Into the Woods (regie: Koen van Dijk), dat deze keer als reizende voorstelling te zien was.

## Televisie en film
In 2006 speelde ze de hoofdrol in een kunstfilm die werd gemaakt voor het Stedelijk Museum te Amsterdam onder regie van Maria Zervou.

## Nasynchronisatie
Haar stem is onder andere te horen in de series Polly Pocket (1 en 2), de Gnoufs en Horseland.
Sinds 2008 is Slinger werkzaam als vertaler voor nasynchronisatie. Zo vertaalde ze onder andere de series Wizards of Waverly Place en Bob de Bouwer en de film The Wind in the Willows. Daarnaast vertaalde ze ook voor Sesamstraat.

## Privéleven
Op 25 mei 2011 trouwde Slinger met haar jeugdliefde Lucas van Tol.